# Kengo Kōra
Kengo Kōra (高良 健吾, Kōra Kengo), né le 12 novembre 1987 à Kumamoto, est un acteur japonais.

## Filmographie

### Au Cinéma
- 2006 : Hariyo no natsu : Sho Sugimoto
- 2006 : Metro ni notte
- 2006 : M : Minoru
- 2007 : Tobo kusotawake : Takeshi
- 2007 : Sad Vacation : Yusuke Mamiya
- 2008 : Hyaku hachi
- 2008 : Serpents et Piercings : Ama
- 2009 : Zen : Shunryô
- 2009 : Hagetaka : Sho Moriyama
- 2009 : Fisshu sutôrî : le chanteur
- 2009 : Kanikōsen (蟹工船?) de Sabu : Nemoto
- 2009 : Nankyoku ryôrinin
- 2009 : Bokura wa aruku, tada soredake
- 2009 : Kenta to Jun to Kayo-chan no kuni : Jun
- 2010 : Bandage : Yukiya
- 2010 : Solanin : Nario Taneda
- 2010 : Bokkusu!
- 2010 : La Ballade de l'impossible : Kizuki
- 2010 : Oniichan no hanabi
- 2010 : Raiou : Tomozou
- 2010 : Byakuyakô : Ryouji Kirihara
- 2011 : Mahoro ekimae Tada benriken : Hoshi
- 2011 : Keibetsu : Kazu
- 2011 : Kitsutsuki to ame
- 2012 : Shigunaru: Getsuyôbi no Ruka
- 2012 : Kueki ressha : Shoji Kusakabe
- 2013 : Kiiroi zou : l’araignée, la fleur et la pluie
- 2013 : Yokomichi Yonosuke : Yonosuke Yokomichi
- 2013 : Kenchô omotenashi ka
- 2013 : Bushi no kondate : Yasunobu Funaki
- 2013 : Kiyoku yawaku
- 2013 : Roommate : Keisuke
- 2013 : Ji ekisutorîmu sukiyaki
- 2014 : My Man : Yoshiro Ozaki
- 2014 : Mahoro ekimae kyôsôkyoku
- 2015 : The Mourner : Shizuto Sakatsuki
- 2015 : Kimi wa iiko : Tadashi Ono
- 2016 : Mitsu no aware : le fantôme
- 2016 : Fukigen na kako : Ryūnosuke Akutagawa
- 2016 : Godzilla Resurgence : Yusuke Shimura
- 2017 : Kanojo no jinsei wa machigaijanai : Miura
- 2017 : Utsukushii hito saba?
- 2017 : Tsuki to kaminari
- 2018 : Une affaire de famille : Takumi Maezono
- 2018 : Dare to Stop Us (止められるか、俺たちを, Tomerareru ka, oretachi o?) de Kazuya Shiraishi : Ken Yoshizawa
- 2018 : Tajûrô jun'ai-ki : Tajûrô Kiyokawa
- 2019 : Soushiki no Meijin
- 2019 : Andâ yua beddo
- 2019 : Ningen shikkaku: Dazai Osamu to san-nin no onnatachi (人間失格 太宰治と3人の女たち?) de Mika Ninagawa : Yukio Mishima
- 2019 : Talking the Pictures : Takayuki Motegi
- 2020 : Natsu, Itaru Koro

### Télévision
- 2005 : Gokusen : Kengo Funaki (10 épisodes)
- 2012 : Tsumi to Batsu: Hoshi no Keishōsha (1 épisode)
- 2013 : Shoten'in Michiru no mi no ue banashi : Teruo Takei (10 épisodes)
- 2013 : Hard Nuts!: Sûgaku Gril no jikenbo : Tatsuhiko Tomoda (8 épisodes)
- 2014 : Heisei sarukani gassenzu : Junpei Hamamoto (6 épisodes)
- 2015 : Hanamoyu : Shinsaku Takasugi (50 épisodes)
- 2016 : Itsuka kono koi wo omoidashite kitto naiteshimau (10 épisodes)
- 2017 : Seirei no moribito (9 épisodes)
- 2018 : Bye Bye Blackbird : Kazuhiko Hoshino (6 épisodes)
- 2019 : Motokare Mania : Makoto Saito (9 épisodes)

## Doublage
- 2013 : Le Conte de la princesse Kaguya (かぐや姫の物語, Kaguya-Hime no monogatari?) d'Isao Takahata : Sutemaru
- 2015 : Miss Hokusai (百日紅 〜Miss Hokusai〜, Sarusuberi Miss Hokusai?) de Keiichi Hara : Utagawa Kuninao
- 2018 : Le Pacte des Yōkai : Utsusemi ni Musubu : Mukuo Tsumura